# 十文字佑子
十文字 佑子（じゅうもんじ ゆうこ、1942年 - ）は、日本の教育者。学校法人十文字学園理事長。十文字学園女子大学附属幼稚園園長。夫は共に教育者の十文字一夫。東京都出身。

## 人物・来歴
慶應義塾大学法学部法律学科卒業。十文字学園女子短期大学専攻科幼児教育専攻修了。十文字一夫との結婚後は夫と共に学園運営に携わる。
1989年4月より十文字幼稚園園長。
1998年に十文字学園女子短期大学附属幼稚園の園長に就任。
2024年4月14日に夫の一夫の死去に伴い、同年4月17日より十文字学園の理事長に就任した。